# Sima Humboldt

Le Sima Humboldt est un cénote du tepuy Sarisariñama, dans l'État de Bolívar, au Venezuela.
Découvert par Harry Gibson en 1961 depuis le ciel, puis exploré en 1976, il est nommé d'après Alexander von Humboldt.
Le Sima Martel, un autre cénote, se trouve à proximité.